# Camponotus pitjantjatarae
Camponotus pitjantjatarae is een mierensoort uit de onderfamilie van de schubmieren (Formicinae). De wetenschappelijke naam van de soort is voor het eerst geldig gepubliceerd in 2003 door McArthur.